# A Small Circle of Friends (album)
A Small Circle of Friends è un album compilation tributo alla musica del gruppo punk statunitense The Germs, pubblicato dalla Grass Records nel 1996.
La copertina della compilation è una rielaborazione di quella del celebre unico album di studio della band, (GI) del 1979. 

## Tracce
Testi e musiche di Darby Crash e Pat Smear, eccetto dove indicato diversamente.
1. NOFX – Forming – 0:54 (Darby Crash)
2. Free Kitten – Sex Boy – 2:28
3. The Melvins – Lexicon Devil – 1:40
4. Hole – Circle One (come "The Holez" w/ Pat Smear) – 2:56 (Darby Crash)
5. D Generation – No God – 2:04
6. Mike Watt & J Mascis – What We Do Is Secret – 0:43
7. Ruined Eye – Land of Treason – 3:09
8. The Posies – Richie Dagger's Crime – 2:57
9. O-Matic – Strange Notes – 1:58
10. White Flag – Manimal – 2:07
11. That Dog. – We Must Bleed – 1:39
12. Flea – Media Blitz – 1:58
13. Sator – The Other Newest One – 2:58
14. The Wrens – Let's Pretend – 2:44
15. Matthew Sweet – Dragon Lady – 3:03
16. Gumball – Caught in My Eye – 3:11 (Darby Crash)
17. Meat Puppets – Not All Right – 4:02
18. Puzzled Panthers – Now I Hear the Laughter – 3:19 (Darby Crash/Lorna Doom)
19. L7 – Lion's Share – 2:43
20. Monkeywrench – Shut Down – 3:04

Tracce nascoste
1. Hovercraft – Shut Down Reprise – 16:00
2. Drew Blood – Mohawk Redemption – 0:39

## Dettagli
Dopo l'ultima traccia, c'è un minuto di silenzio prima di una ripresa della canzone precedente, Shut Down, questa volta eseguita dagli Hovercraft e della durata di 16 minuti circa. Dopo un altro minuto di silenzio, inizia un breve pezzo parlato ad opera di Drew Blood, intitolato Mohawk Redemption.